# Alec Segaert
Alec Segaert (født 16. januar 2003 i Lendelede) er en cykelrytter fra Belgien, der er på kontrakt hos Lotto.
Ved U23-enkeltstarten under VM i landevejscykling 2022 vandt Segaert sølvmedalje. Samme år var han blevet europæisk U23-mester i enkeltstart.